# Wilhelmina Stålberg

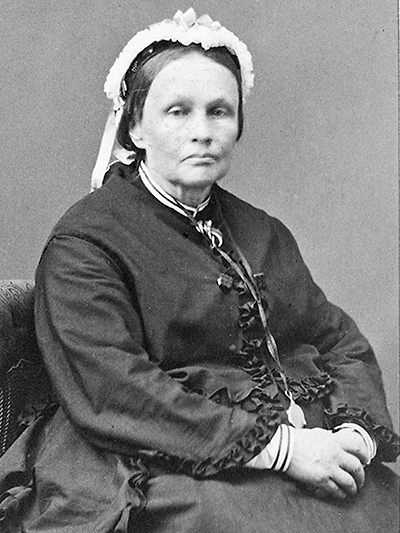
Wilhelmina Stålberg (um 1870)

Carolina Wilhelmina Stålberg (* 26. November 1803 in Stockholm; † 23. Juli 1872 in Mariefred) war eine schwedische Schriftstellerin, Poetin, Übersetzerin und Liedermacherin. Sie publizierte in Schweden oft unter dem Pseudonym Wilhelmina. In Dänemark und Deutschland wurden einige ihrer Schriften fälschlicherweise als Werke von Emilie Flygare-Carlén oder Carl Anton Wetterbergh (Onkel Adam) angeboten.

## Leben
Stålbergs eigentliche Eltern sind unbekannt. Nach einer kurzen Zeit im Kinderheim wurde sie von der Familie des Landschreibers (Fältkamare) Stålberg aufgenommen. Die Pflegeeltern sahen ihre poetische Neigung erst misstrauisch, und meinten, diese würden von der Ausbildung zum Dienstmädchen ablenken. Unabhängig davon erhielt sie vermutlich durch ihren Vater umfassenden Fremdsprachenunterricht, was ihre spätere Übersetzertätigkeit erklärt. Nach dem Tod des Vaters waren ihre ab 1819 in der Morgenzeitung Stockholms-Tidningen veröffentlichten Gedichte ein willkommenes Zubrot für die Familie. Es dauerte bis 1826 bis Stålbergs gesammelte Werke anonym in Buchform erschienen. Darauf folgten verschiedene Novellen, bis 1839 ihr erster längerer Roman publiziert wurde, Emmas hjerta (Emmas Herz).
Ihr Roman Eva Widebeck, eller Det går aldrig an (1840) war eine Reaktion auf Carl Jonas Love Almqvists berühmten Roman  Det går an.
In späteren Jahren veröffentlichte Stålberg einige historische Romane, die unter anderem von schwedischen Königinnen und Prinzessinnen handelten. Zu ihrem Repertoire zählten, Kinderbücher, Sammlungen von Rätseln, Liederbücher, ein mythologisches Lexikon, Scharaden, Abhandlungen zu Häkelarbeiten sowie Werke im Stile altgriechischer Sagen. Zusammen mit dem Verleger Per Gustaf Berg gab sie 1864–1866 das für die Frauengeschichte bedeutende biografische Lexikon Anteckningar om svenska quinnor (Aufzeichnungen/Anmerkungen über schwedische Frauen) heraus. Stålberg übersetzte Werke von Hans Christian Andersen, Charles Dickens, Eugène Sue, James Fenimore Cooper, Grace Aguilar, Adelbert von Chamisso, Luise Mühlbach und Bernardin de Saint-Pierre ins Schwedische. Sie zog wenige Jahre vor ihrem Tod nach Mariefred, wo sie nach mehreren Monaten Krankheit verstarb. Obwohl Stålberg als Frau bedeutend weniger verdiente als ihre männlichen Kollegen, war sie für großzügige Spenden an Bedürftige bekannt. Nach einem ursprünglichen Begräbnis in Mariefred wurden ihre Gebeine später auf den Friedhof der Johanneskirche in Stockholm überführt.

## Werke (Auswahl)
- Min lyras första toner (1826)
- Min ungdoms idealer (1826)
- Emmas hjerta (1839)
- Eva Widebeck, eller Det går aldrig an (1840)
- Diodes och Lydia (1841)
- Försök till ett nordiskt mythologiskt lexikon (1844)
- Major Müllers döttrar (1845)
- Catharina Månsdotter (1848)
- Om svenska prinsessor (1858)
- Christina, drottning af Sverige (1861)
- Bröderna Stålkrona (1863)